# 김성기 (희극인)
김성기(金成基)는 대한민국의 코미디언이며 개그맨 신흥재와 함께 1등 미디어 유튜브 채널에서 문과1등으로 활동중이다.

## 학력
- 부광고등학교 졸업

## 출연작
- 온게임넷 《한판만 시즌 3》
- SBS 《웃찾사 시즌 2》
  - 〈강남거지〉
  - 〈강배우〉
  - 〈개그청문회〉
  - 〈데자뷰〉
  - 〈몰아주기〉
  - 〈맨손의 청춘〉
  - 〈문과이과〉
  - 〈이러고 싶다〉
  - 〈인과응보〉
  - 〈인생의 히든카드〉
  - 〈피도 눈물도 없이〉
- SBS 《개그투나잇》
  - 〈하오&차오〉
  - 〈이러고 싶다〉
  - 〈비교 충격〉
  - 〈적반하장〉
- SBS 《웃찾사 시즌 1》

## 유행어
> 이그젝틀리!
> 굉장히 좋은 표현이였어..
> 너가 말하는 ○○이라는 말은 (○○의 뜻)으로
>올바른 표현으로는 ○○이라는 좋은 표현이 있어
> 어떻게 그런 저렴한 단어를 입에 담을 수가 있어?
> 올바른 표현으로는 □□, ◇◇라는 좋은 표현이 있음에도 불구하고 너는 잘못된 견해나 사고를 근본적으로 규정하고 있는 테두리로서의 인식의 체계를 바꿔야 될 필요성이 있어
> 살어리 살어리랏다 청산에 살어리랏다 얄리얄리 얄라셩~ 얄리얄리 얄라셩~
> 위 두어령셩 두어령셩 다링디리
> 태정태세문단세 예성연중인명선
> 태정태세문단세 예성연중인명선 광인효현숙경영정순헌철고순
> 자 이제 눌러용 무얼용 구독용 좋아용 빨리용
> 오케이 오케이
> 오 안돼안돼
> 앱솔루틀리!
> 투 떰즈 업!
> 소중한 사람을 잃는 거 네가 마지막이야

## 1등 미디어에서의 컨셉
- 문과 1등

>이그젝틀리
1등미디어에서 이과 1등과 같이 주인공으로, 일등고등학교의 문과 1등의 역할이다. 상대방이 속된 표현을 쓸 경우, 넘어가지 않고 꼭 고쳐준다. 전국의 평화를 위해 서울 4대 천왕과의 싸움에서 일부러 맞고 기억을 잃은 척 하여 평화를 유지하였으나 현재는 깨진 상황이다. 문과 1등의 말투는 문과 1등의 동생의 말투를 따라한 것이다.
- 인천연합대장

>어설프게 놀 거면 시작도 하지마
3년 전, 신흥재의 이과적인 분노를 잠재우기 위해 신흥재의 스승과 똑같은 스승한테 격투기 기술을 배우기 시작하였다. 스승이 자신의 모든 걸 알려주어 100% 모두 배운 상태다. 인천 연합을 결성한 인천 연합 대장이다. 신흥재와 동생으로 인해 안경 트라우마가 생겨 신흥재와의 대결에서 패배하고 전국 대표주자의 자리를 내주게 되었다. 자신의 능력의 70%만 썼다는데 100%를 사용하고 트라우마까지 극복한다면 티어 측정이 불가할 지도 모른다고 한다.
- 거지 아저씨

>배고프니까 먹죠
김성기의 스승의 친구이자 라이벌로 과거 강남거지에서 맡았던 배역에서 따왔다. 김성기와 신흥재의 스승, 꼰대 1등과 함께 1등미디어 세계관의 최강자이다. 문과적인 성향의 최고의 실력자라고 한다.
- 가이드 1등

>이그제꺼떠이
일등고 수학여행을 가다 편에서 나왔다. (다낭)
- 뒤에서 1등 아빠

>사랑해요
문과 출신으로 뒤에서 1등 아빠다. 문과 1등이 아빠처럼 행동을 해서 그것 때문에 뒤에서 1등이 문과 1등을 괴롭힌다.
- 신성기

>바로젝틀리!
이과 1등이 도를 아십니까에게 당하여 복수를 위해 문과 1등 김성기와 이과 1등 신흥재를 합친 컨셉이다.
- 전교 꼴등 아들

>머리 위에 손
학교에서 전교 꼴등으로, 누워서도 자고, 앉아서도 자고, 서서도 잔다.
- 가난한 아빠

>공부가 인생의 전부는 아니야
우진이라는 자식이 있다. 아들을 사랑하는 마음이 크다. 가난하지만 그것에 대해 만족하는 멋진 아빠이다.
- 목사쌤

>기도할게요
목사 컨셉의 선생님이다. 말이 굉장히 느린 편이다.
- 초아

>사람의 심리? 그거 하나면 돼
문과 출신의 타짜로, 심리전 싸움의 대가이다. 55년 전, 김 씨 할아버지에 의해 통일 이과 시대가 깨지고 문과 이과 예체능이 균형을 이루기 시작했는데, 그 할아버지가 바로 초아의 할아버지이다.

## 여담
- 실제로는 이과 출신이지만, 웃찾사 문과이과 코너할 때, 자신이 명언 같은 걸 좋아하니 문과 1등을 하겠다고 하였다. 실제로도 한 번씩 대화할 때 명언을 말한다고 한다.

- '강남거지'라는 코너로 공채 개그맨이 되었다.[9]

- 배우 박희순, 개그맨 문천식, 축구선수 이청용, 가수 KCM 등을 닮았다는 소리를 들었다고 한다.

- 4만 감사영상 때 상중하 중 4단계에서 자신의 성적이 하하라고 하였고 1등미디어 코믹스 출간 기념 라이브 영상에서도 공부를 정말 못했다고 하였다. 직접 자신이 국어 영역 대학수학능력시험을 보았는데 10문제중에 4문제를 맞추었다.

- 안검하수 수술을 하였다. 소프트 렌즈를 20년 넘게 껴서 눈을 뜰 수 있는 근육이 많이 손실되었다고 한다. 여담이지만 안검하수 수술을 했을 때 구독자들은 쌍커풀 수술을 한 줄 오해하였다.

- 공채 10기 신인 때는 6개월 훈련 후 공연에 올랐는데 그 때 기수 반장이였다고 한다.

- 런닝맨에 5번 정도 출연했다.

- 군번은 00군번이다.

- 라면을 끓일 때 면을 반으로 부셔서 넣는 듯 하다.

- 꼬막을 좋아하고 평소에 식사예절을 중요하게 여기는 것을 알 수 있다.

- 짜장면 짬뽕 -> 짜장면

탕수육 부먹 찍먹 -> 찍먹
강아지 고양이 -> 강아지